# 서식 있는 텍스트

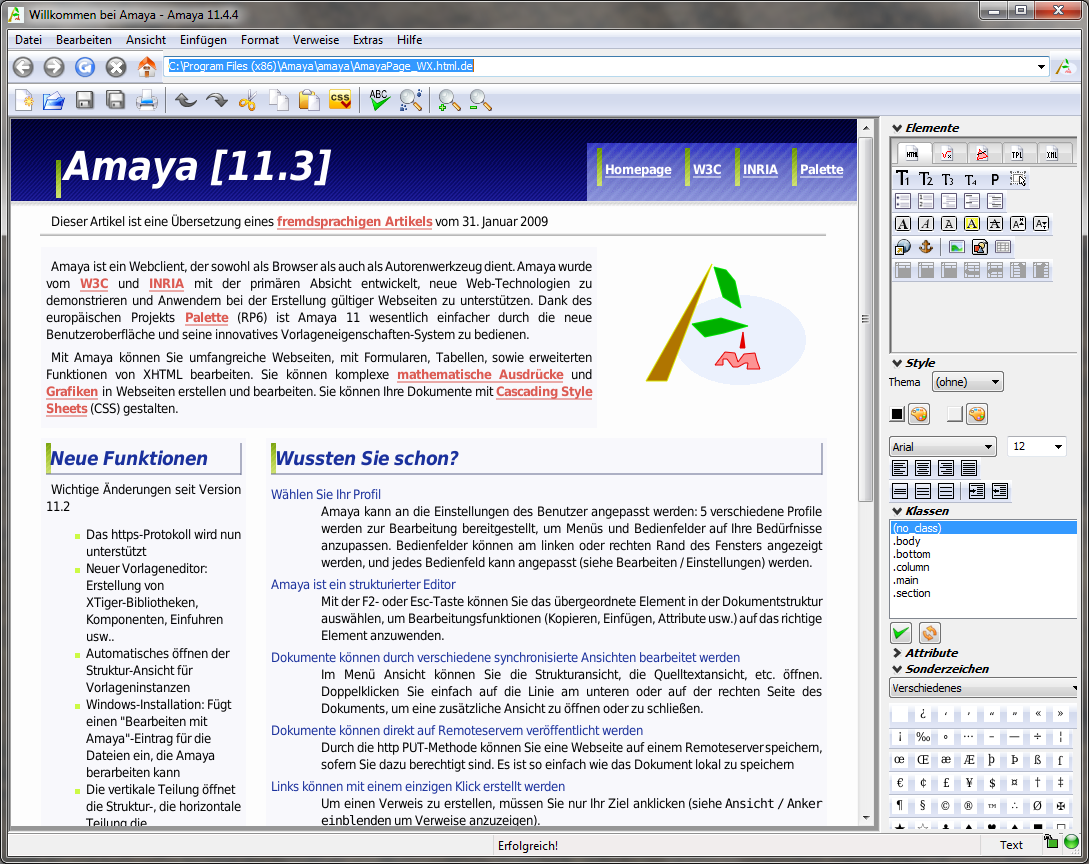

서식 있는 텍스트, 포맷 텍스트(formatted text), 리치 텍스트(rich text)는 컴퓨팅에서 플레인 텍스트의 반의어이며 색, 스타일(굵게, 기울임), 크기, HTML의 특수 기능(예: 하이퍼링크) 등 시맨틱 요소들의 최소치를 넘어선 스타일 정보를 보유하고 있는 디지털 텍스트이다.

## 용어
서식 있는 텍스트는 이진 파일로 올바르게 식별하거나 ASCII 텍스트로부터 구별하는 것이 불가능하다. 그 이유는 서식이 있는 텍스트는 꼭 이진(바이너리)일 필요는 없으며 HTML, RTF 등의 텍스트로만 이루어져 있을 수 있으며 ASCII로만 이루어져 있을 수도 있기 때문이다. 이와 반대로 플레인 텍스트는 ASCII가 아닐 수도 있다.(예: 유니코드 UTF-8 인코딩) 텍스트로만 이루어진 서식 있는 텍스트는 이 또한 텍스트로 구성된 마크업으로 달성할 수 있는 반면 마이크로소프트 워드와 같은 서식 있는 텍스트의 일부 편집기들은 이진 포맷으로 저장을 한다.

## 같이 보기
- 문자 인코딩
- 서식 있는 텍스트 포맷